# Okinoerabujima
Okinoerabujima (沖永良部島? lett. isola di Okinoerabu), nella locale lingua Amami: Yyerabu, è un'isola del Giappone meridionale facente parte delle isole Amami, situate nella zona centro-settentrionale del grande arcipelago delle Ryūkyū. Come tutte le Amami, l'amministrazione ricade sotto la giurisdizione della Prefettura di Kagoshima, il cui capoluogo Kagoshima si trova nella grande isola di Kyūshū.
Il territorio di Okinoerabujima è suddiviso nelle cittadine di Wadomari e China, che assieme ad altre municipalità delle isole Amami formano il Distretto di Ōshima.
L'aeroporto di Okinoerabu si trova a Wadomari e collega l'isola con Kagoshima, Naha (isola di Okinawa) e altre località delle Amami.